# Central (South Carolina)
Central is een plaats (town) in het noordwesten van de Amerikaanse staat South Carolina, en valt bestuurlijk gezien onder Pickens County. De naam is afgeleid van de positie van Central halfweg tussen Atlanta en Charlotte langs de Atlanta and Richmond Air-Line Railway. De plaats ontstond dan ook dankzij deze spoorlijn. In Central is de Southern Wesleyan University gevestigd.

## Demografie
Bij de volkstelling in 2000 werd het aantal inwoners vastgesteld op 3522.
In 2006 is het aantal inwoners door het United States Census Bureau geschat op 4085, een stijging van 563 (16,0%).

## Geografie
Volgens het United States Census Bureau beslaat de plaats een oppervlakte van
6,2 km², geheel bestaande uit land.

## Plaatsen in de nabije omgeving
De onderstaande figuur toont nabijgelegen plaatsen in een straal van 12 km rond Central.

## Geboren
- Lindsey Graham (1955), senator voor South Carolina